# تاج‌الدین السبکی
تاج‌الدین السبکی (عربی: تاج الدين السبكي؛ زاده: ۱۳۲۷- درگذشته: ۱۳۷۰) با اسم کامل أبو نصر تاج الدین عبد الوهّاب بن علی بن عبد الکافی السبکی؛ دانشمند شافعی، سخنران و تاریخدان عرب و قاضی در دمشق بود.

## زندگی‌نامه
همراه پدرش فقیه تقی الدین البسکی به دمشق سفر کرد، از کوچکی در دمشق ساکن شد وزندگی اش را در آنجا گذراند و به یکی از معروف‌ترین قضات در دمشق تبدیل شد و در آنجا درگذشت. او سخنور و زبان زد همه و استدلال کننده ای قوی بود، قوه قضائیه را در دمشق به پایان رساند و سپس به دمشق بازگشت و کار خود را در فقه را تکمیل کرد. در دمشق فوت کرد و به خاک سپرده شد.

## آثار
او دارای آثار متعددی است، از جمله:
- شرح مختصر ابن الحاجب
- الإبهاج فی شرح المنهاج، شرح منهاج البیضاوی فی أصول الفقه.
- القواعد المشتملة علی الأشباه والنظائر.
- طبقات الشافعیة الکبری والوسطی والصغری.
- جمع الجوامع، فی أصول الفقه.[۵]